# Vanadium(II)chloride
Vanadiumdichloride (VCl2) is een anorganische verbinding van vanadium. Het bestaat uit vaalgroene kristallen.